# Плєшаков Ілля Ігорович
 Ілля Ігорович Плєшаков — матрос Збройних сил України, учасник російсько-української війни, що загинув у ході російського вторгнення в Україну в 2022 році.

## Військова служба
Ілля Плєшаков ніс військову службу на посаді кулеметника відділення морської піхоти взводу морської піхоти роти морської піхоти батальйону морської піхоти миколаївської 36-ї бригади морської піхоти.
4 січня 2022 року Іллю разом з побратимами відправили до Маріуполя.Там вони тримали оборону на Азовсталі.

## Нагороди
- орден «За мужність» III ступеня (2022, посмертно) — за особисту мужність і самовіддані дії, виявлені у захисті державного суверенітету та територіальної цілісності України, вірність військовій присязі.